# 永瑹
果簡郡王永瑹（1752年7月20日—1789年9月10日），果恭郡王弘曕第一子，母亲范佳氏，其父為范鴻賓，果親王系第三代。
他在乾隆十七年六月（1752年）出生，乾隆三十年六月（1765年）接替父親成為果親王第三代，但因為果親王並非世襲罔替的爵位，因此他的封爵只是郡王。
乾隆五十四年七月（1789年）他去世，虛齡三十八岁，由長子綿從襲封果親王系第四代，不過需遞降為貝勒襲封。

## 家庭

### 妻妾
- 嫡福晉董佳氏：勇勤公明英之女[1]。
- 側福晉田氏：二存之女[1]。原為小福晉，後封為側福晉[2]。
- 側福晉方氏：保德之女[1]。
- 媵妾某氏，閏名愛玉，人稱老姨太太，跟從房內僱工婦人李氏等人一起信西洋教，嘉慶二十二年十一月，被揭發住房內有西洋教十字木架、銅像等物[3]。